# 馬來鱉
馬來鱉（學名：Dogania subplana），是一種分布於東南亞地區的鱉。

## 描述
牠們甲殼寬而扁，長35cm，頭部大而肌肉發達。牠們喜歡生活高度較高的清澈溪流中。

## 地理分布
馬來鱉分布於寮國西部和柬埔寨、汶萊、印尼（爪哇島、加里曼丹、蘇門答臘）、馬來西亞东马、緬甸、菲律賓、新加坡。

## 食性
馬來鱉是食肉動物，以蝸牛和其他軟體動物為食，以強大鄂部咬開硬殼食用內部螺肉。

## 保育狀況
其被列為《瀕危野生動植物種國際貿易公約》附錄二的物種，被限制出口及貿易。